# Clérac
Clérac és un municipi francès situat al departament del Charente Marítim i a la regió de la Nova Aquitània. L'any 2007 tenia 932 habitants.

## Demografia

### Població
El 2007 la població de fet de Clérac era de 932 persones. Hi havia 408 famílies de les quals 120 eren unipersonals (64 homes vivint sols i 56 dones vivint soles), 156 parelles sense fills, 100 parelles amb fills i 32 famílies monoparentals amb fills.
La població ha evolucionat segons el següent gràfic:
Habitants censats

### Habitatges
El 2007 hi havia 496 habitatges, 417 eren l'habitatge principal de la família, 35 eren segones residències i 44 estaven desocupats. 477 eren cases i 16 eren apartaments. Dels 417 habitatges principals, 316 estaven ocupats pels seus propietaris, 93 estaven llogats i ocupats pels llogaters i 8 estaven cedits a títol gratuït; 2 tenien una cambra, 25 en tenien dues, 51 en tenien tres, 126 en tenien quatre i 213 en tenien cinc o més. 277 habitatges disposaven pel capbaix d'una plaça de pàrquing. A 176 habitatges hi havia un automòbil i a 198 n'hi havia dos o més.

### Piràmide de població
La piràmide de població per edats i sexe el 2009 era:
| Homes | Edats   | Dones |
| ----- | ------- | ----- |
| 0     | 95 o +  | 4     |
| 0     | 90 a 94 | 8     |
| 4     | 85 a 89 | 8     |
| 12    | 80 a 84 | 8     |
| 36    | 75 a 79 | 32    |
| 24    | 70 a 74 | 20    |
| 24    | 65 a 69 | 28    |
| 20    | 60 a 64 | 32    |
| 24    | 55 a 59 | 12    |
| 40    | 50 a 54 | 24    |
| 40    | 45 a 49 | 56    |
| 44    | 40 a 44 | 32    |
| 28    | 35 a 39 | 32    |
| 32    | 30 a 34 | 32    |
| 16    | 25 a 29 | 24    |
| 24    | 20 a 24 | 16    |
| 20    | 15 a 19 | 16    |
| 24    | 10 a 14 | 40    |
| 36    | 5 a 9   | 20    |
| 12    | 0 a 4   | 8     |

## Economia
El 2007 la població en edat de treballar era de 576 persones, 378 eren actives i 198 eren inactives. De les 378 persones actives 336 estaven ocupades (186 homes i 150 dones) i 42 estaven aturades (18 homes i 24 dones). De les 198 persones inactives 89 estaven jubilades, 40 estaven estudiant i 69 estaven classificades com a «altres inactius».

### Ingressos
El 2009 a Clérac hi havia 409 unitats fiscals que integraven 936 persones, la mediana anual d'ingressos fiscals per persona era de 14.846 €.

### Activitats econòmiques
Dels 33 establiments que hi havia el 2007, 2 eren d'empreses extractives, 1 d'una empresa alimentària, 2 d'empreses de fabricació d'altres productes industrials, 5 d'empreses de construcció, 10 d'empreses de comerç i reparació d'automòbils, 4 d'empreses de transport, 1 d'una empresa d'hostatgeria i restauració, 2 d'empreses de serveis, 2 d'entitats de l'administració pública i 4 d'empreses classificades com a «altres activitats de serveis».
Dels 11 establiments de servei als particulars que hi havia el 2009, 1 era una oficina de correu, 1 taller de reparació d'automòbils i de material agrícola, 2 paletes, 1 guixaire pintor, 1 fusteria, 1 empresa de construcció, 3 perruqueries i 1 restaurant.
Dels 5 establiments comercials que hi havia el 2009, 2 eren botiges de menys de 120 m², 1 una fleca, 1 una botiga d'equipament de la llar i 1 una perfumeria.
L'any 2000 a Clérac hi havia 34 explotacions agrícoles que ocupaven un total de 144 hectàrees.

## Equipaments sanitaris i escolars
El 2009 hi havia una escola elemental.

## Poblacions més properes
El següent diagrama mostra les poblacions més properes.